# Muriel Robin
Muriel Robin (Montbrison, 2 agosto 1955) è un'attrice, regista  e attivista francese.

## Biografia e carriera
Robin è cresciuta a Saint-Étienne in una famiglia di liberi professionisti, proprietari di un negozio di scarpe. Ha due sorelle, Nydia e Martine. All'età di 22 anni, dopo avere lavorato nel negozio di famiglia, iniziò a studiare arte drammatica a Parigi, laureandosi al Conservatorio Nazionale Superiore. Michel Bouquet era un suo insegnante. Nel 1981, seguì in tournée una compagnia teatrale occupandosi della gestione. Durante questa esperienza incontrò Annie Grégorio che la presentò a Philippe Bouvard.
Nel 1984, Robin si unì al cast del programma televisivo Le Théâtre de Bouvard. A teatro, esordì un anno dopo nella commedia di Bouvard intitolata Double Foyer. Nel 1988, avviò la sua lunga collaborazione con Pierre Palmade nella messa in scena di spettacoli satirici di grande successo, candidati spesso al premio Molière. All'incirca fino al 2000, Robin era nota soprattutto come comica teatrale e interprete solista.
Alla fine degli anni Novanta, Robin ricoprì ruoli da protagonista nei film I visitatori 2 - Ritorno al passato, e in Marie-Line di Mehdi Charef. È però in televisione che acquistò il maggiore successo. Per la sua interpretazione di Marie Besnard nella serie di Christian Faure Marie Besnard l'empoisonneuse, vinse il premio Emmy come migliore attrice.
Dopo un ritiro dalle scene successivo alla morte della madre, Robin fece il suo ritorno nel 2013 alla regia dello spettacolo Muriel Robin revient… Tsoin Tsoin, cui seguirono diversi ruoli televisivi. Il 18 ottobre 2018, pubblicò un libro autobiografico dal titolo Fragile.

## Attivismo
Fino al 2007, Robin è stata madrina dell'associazione Restos du cœur. Nel 2005 lavorò con la giornalista Marine Jacquemin alla realizzazione di un ospedale francese in Afghanistan, destinato ai bambini di Kabul. Nel 2018 si unì a settanta celebrità in una campagna di sensibilizzazione contro l'omofobia.
Dal 2016, Robin è ambasciatrice della Fondation des femmes. Nel 2018 prese parte alla marcia parigina organizzata dal Collectif #NousToutes per protestare contro i femminicidi.

## Vita privata
Robin scoprì l'identità del suo padre biologico, un commerciante di origine armena, all'età di cinquant'anni.
È legata dal 2009 all'attrice Anne Le Nen la quale nel 2017 partecipa al film Des gens bien realizzato grazie ad un finanziamento partecipativo reso possibile da un appello della stessa Robin.  
La coppia si è sposata il 20 febbraio 2021.

## Filmografia parziale

### Cinema
- I visitatori 2 - Ritorno al passato (Les Couloirs du temps : Les Visiteurs 2), regia di Jean-Marie Poiré (1998)
- Marie-Line, regia di Mehdi Charef (1999)
- Saint-Jacques… La Mecque, regia di Coline Serreau (2005)
- Musée haut, musée bas, regia di Jean-Michel Ribes (2008)
- On ne choisit pas sa famille, regia di Christian Clavier (2011)
- Le paradis des bêtes, regia di Estelle Larrivaz (2012)
- Quella piccola peste di Sophie (Sophie’s Misfortunes), regia di Christophe Honoré (2016)
- La vita è una danza (En corps), regia di Cédric Klapisch (2022)
- La stanza delle meraviglie (La Chambre des merveilles), regia di Lisa Azuelos (2023)

### Televisione
- Le Théâtre de Bouvard, programma televisivo di Philippe Bouvard (1984)
- La classe - serie TV, creata da Guy Lux (1988)
- Marie Besnard, l'empoisonneuse - serie TV, regia di Christian Faure (2006)
- Mourir d'aimer - serie TV, regia di Josée Dayan (2009)
- Ni reprise, ni échangée - serie TV, regia di Josée Dayan (2010)
- Passage du désir - serie TV, regia di Jérôme Foulon (2012)
- Le Clan des Lanzac - serie TV, regia di Josée Dayan (2013)
- Entre vents et marées - serie TV, regia di Josée Dayan (2014)
- Capitaine Marleau - serie TV, regia di Josée Dayan (2016)
- Jacqueline Sauvage: C'était lui ou moi - serie TV, regia di Yves Rénier (2018)
- Le premier oublié - serie TV, regia di Christophe Lamotte (2019)
- Chiami il mio agente! - serie TV, (2020)
- I Love You coiffure - serie TV, regia di Muriel Robin (2020)
- Mon ange - serie TV, regia di Négar Djavadi (2021)
- Ils s'aiment... enfin presque! - serie TV, regia di Muriel Robin e Pierre Palmade (2022)
- Les yeux grands fermés - serie TV, regia di Clément Michel (2023)
- Master Crimes - serie TV, regia di Marwen Abdallah (2023-2024)

### Doppiaggio
- Tarzan, regia di Kevin Lima e Chris Buck (1999)
- Bécassine et le Trésor viking, regia di Philippe Vidal (2001)
- DC League of Super-Pets, regia di Jared Stern (2022)

## Teatro
- Double Foyer, di Philippe Bouvard (1985)
- Les majorettes se cachent pour mourir, di Pierre Palmade (1988)
- Un point c'est tout, di Muriel Robin (1989)
- Tout m'énerve, di Muriel Robin (1990)
- Bedos/Robin, di Muriel Robin e Guy Bedos (1992)
- On purge bébé, di Bernard Murat (1994)
- Ils s'aiment, di Muriel Robin (1996)
- Tout Robin, di Muriel Robin (1996)
- Toute Seule comme une grande, di Muriel Robin (1998)
- Ils se sont aimés, di Muriel Robin (2001)
- La Griffe (A 71), di Annick Blancheteau (2002)
- Au secours!, di Muriel Robin (2005)
- Fugueuses, di Pierre Palmade (2008)
- Les Diablogues, di Jean-Michel Ribes (2009)
- Muriel Robin revient, tsoin, tsoin, di Muriel Robin (2013)
- Momo, di Sébastien Thiéry (2015)
- Ils s'aiment depuis 20 ans, di Muriel Robin (2016)

## Riconoscimenti
Premio César
- 2001 - Candidatura per la migliore attrice per Marie-Line

Premio Emmy
- 2007 - Migliore attrice per Marie Besnard, l'empoisonneuse

Premio Molière
- 1989 - Candidatura per la rivelazione teatrale per Les majorettes se cachent pour mourir
- 1990 - Candidatura per il miglior sketch Show per Un point c'est tout
- 1991 - Candidatura per il miglior sketch Show per Tout m'énerve
- 1993 - Candidatura per il miglior sketch Show per Bedos/Robin
- 1996 - Candidatura per il miglior sketch Show per Tout Robin
- 1999 - Candidatura per il miglior sketch Show per Toute seule comme une grande
- 2002 - Candidatura per la migliore attrice per La Griffe (A71)
- 2016 - Candidatura per la migliore attrice per  Momo
- 2020 - Candidatura per l'umorismo per Et pof!

Victoires de la musique
- 1993 - Migliore umorista per Bedos/Robin (condiviso con Guy Bedos)

Premio Raymond-Devos
- Premio onorario per il centenario della nascita di Raymond Devos